# Macieira (Santa Catarina)
Macieira é um município brasileiro do estado de Santa Catarina.  Localiza-se a uma latitude 26º51'20" sul e a uma longitude 51º22'41" oeste, estando a uma altitude de 880 metros. Sua população estimada em 2011 era de 1.820 habitantes. Possui uma área de 235,84 km². Sua densidade populacional é de 7 hab/km².
O município foi fundado no dia 30 de março de 1992, sendo antes distrito do município de Caçador. Possui belas cachoeiras no interior. O principal acesso é pela SC-455 que liga Macieira a Caçador. A festa do município é anualmente o maior atrativo de visitantes. A praça iluminada e a quadra de areia são os lugares mais frequentados pelos jovens.

## Macieirenses famosos
Sônia Bridi, (então distrito de Caçador) jornalista.